# Liste der Kulturgüter in Grandson
Die Liste der Kulturgüter in Grandson enthält alle Objekte in der Gemeinde Grandson im Kanton Waadt, die gemäss der Haager Konvention zum Schutz von Kulturgut bei bewaffneten Konflikten, dem Bundesgesetz vom 20. Juni 2014 über den Schutz der Kulturgüter bei bewaffneten Konflikten sowie der Verordnung vom 29. Oktober 2014 über den Schutz der Kulturgüter bei bewaffneten Konflikten unter Schutz stehen.
Objekte der Kategorien A und B sind vollständig in der Liste enthalten, Objekte der Kategorie C fehlen zurzeit (Stand: 1. Januar 2023).

## Kulturgüter
| Foto |                                                                                       | Objekt | Kat. | Typ | Standort                            | Beschreibung                                                               |
| ---- | ------------------------------------------------------------------------------------- | --- | ---- | --- | ----------------------------------- | -------------------------------------------------------------------------- |
| ja   | Datei hochladen · Wikidata zu Schloss Grandson (Q691947)                              | Schloss Grandson / Château de Grandson KGS-Nr.: 06094                                                                               | A    | G   | Place du Château 14 539585 / 184578 |                                                                            |
| ja   | Datei hochladen · Wikidata zu Reformierte Kirche Saint-Jean-Baptiste (Q3586116)       | Reformierte Kirche Saint-Jean-Baptiste / Église réformée Saint-Jean-Baptiste KGS-Nr.: 06095                                         | A    | G   | Rue Haute 539324 / 184447           |                                                                            |
| ja   | Datei hochladen · Wikidata zu Grandson–Corcelettes Les Violes (Q3115300)              | Corcellettes Les Violes, neolithische Seeufersiedlung / Corcellettes Les Violes, station lacustre néolithique KGS-Nr.: 09693        | A    | F   | Aux Viaules 541200 / 185500         | Bestandteil des UNESCO-Welterbes «Prähistorische Pfahlbauten um die Alpen» |
| BW   | Datei hochladen                                                                       | Grandson, Städtchen mit mittelalterlich-neuzeitlichem Schloss / Grandson, bourg avec château mediéval-temps modernes KGS-Nr.: 16522 | A    | F   | 539376 / 184406                     |                                                                            |
| BW   | Datei hochladen · Wikidata zu Ehemaliges Rathaus (Q29890868)                          | Ehemaliges Rathaus / Ancien Hôtel de Ville KGS-Nr.: 06096                                                                           | B    | F   | Rue Haute 25–27 539298 / 184422     |                                                                            |
| ja   | Datei hochladen · Wikidata zu Champs des Châtelards, neolithischer Menhir (Q29890870) | Champs des Echâtelards, neolithischer Menhir / Champs des Echâtelards, menhir néolithique KGS-Nr.: 06097                            | B    | F   | Route de Fiez 539599 / 185371       |                                                                            |
| BW   | Datei hochladen · Wikidata zu Rue Haute Brunnen (Q29890873)                           | Brunnen in der Rue Haute / Fontaine de la rue Haute KGS-Nr.: 06099                                                                  | B    | K   | Rue Haute 539280 / 184430           |                                                                            |
| BW   | Datei hochladen · Wikidata zu Vogthaus (Q29890875)                                    | Vogthaus / Maison du Bailli KGS-Nr.: 06101                                                                                          | B    | G   | Rue Haute 9–11 539389 / 184480      |                                                                            |
| BW   | Datei hochladen · Wikidata zu Gotisches Haus (Q29890881)                              | Gotisches Haus / Maison gothique KGS-Nr.: 06102                                                                                     | B    | G   | Rue Haute 26 539366 / 184489        |                                                                            |
| BW   | Datei hochladen · Wikidata zu (Q29890882)                                             | Tour des Cordeliers KGS-Nr.: 06103                                                                                                  | B    | G   | Rue Basse 57 539278 / 184278        |                                                                            |
| ja   | Datei hochladen · Wikidata zu Regionalmuseum und Automobilmuseum Grandson (Q27481345) | Regionalmuseum und Automobilmuseum im Schloss / Musée régional et musée de l’automobile dans le château KGS-Nr.: 08695              | B    | S   | Place du Château 14 539581 / 184584 |                                                                            |
| BW   | Datei hochladen · Wikidata zu Pfarrhaus (Q29890871)                                   | Pfarrhaus / Cure KGS-Nr.: 14641 | B    | F   | Rue Haute 23 539331 / 184429        |                                                                            |
| BW   | Datei hochladen · Wikidata zu Gotisches Haus (Q29890879)                              | Gotisches Haus / Maison gothique KGS-Nr.: 14642                                                                                     | B    | G   | Rue Haute 30 539353 / 184485        |                                                                            |
| BW   | Datei hochladen · Wikidata zu Gotisches Haus (Q29890876)                              | Gotisches Haus / Maison gothique KGS-Nr.: 14643                                                                                     | B    | G   | Rue Haute 32 539344 / 184481        |                                                                            |